# Бахман, Роберт
Роберт Кристиан Бахман (нем. Robert Christian Bachmann; род. 1944) — швейцарский дирижёр и композитор.
Начал учиться игре на фортепиано в пятилетнем возрасте под руководством А. Л. Гассмана, затем окончил Люцернскую консерваторию, где, в частности, в течение 1961—1962 учебного года занимался дирижированием у Рафаэля Кубелика. Позднее совершенствовался как дирижёр в Берлине у Герберта Алендорфа.
Дебютировал как дирижёр в 1965 году на фестивале молодых исполнителей в Лезене. В 1968 году занял должность ассистента дирижёра в Гельзенкирхенской опере, однако в целом предпочитал в свободном режиме сотрудничать с разными коллективами. Наиболее прочными были связи Бахмана с лондонским Королевским филармоническим оркестром (запись всех симфоний Иоганнеса Брамса), оркестром Philharmonia Hungarica (включая дирижирование его последним концертом в 2001 году) и Российским национальным оркестром (приглашённый дирижёр на рубеже 1990—2000-х гг.). В XXI веке живёт и работает преимущественно в Венгрии, в том числе как профессор музыки в ряде католических учебных заведений.
Ключевой автор в дирижёрском репертуаре Бахмана — Антон Брукнер.